# Giovanni De Lucia
Giovanni De Lucia, più noto come Vanni De Lucia (Cividale del Friuli, 12 agosto 1953), è un attore, autore e regista  di testi teatrali  e radiofonici italiano.
Inizia la sua carriera a Udine nel 1976 dove  fonda, con Ferruccio Cainero e Giovanni Visentin il  Teatro Ingenuo con il quale produce numerosi spettacoli tuttora rappresentati in Italia ed all'estero.
Nel 1982, in coppia con Cainero vince il primo premio al torneo nazionale di improvvisazione teatrale organizzato dal Teatro Stabile di Torino, nel 1985 il Premio al Festival Internazionale dei Clowns a Lüdenscheid (RFT), nel 1992 il Premio alla carriera  del Festival del Teatro Italiano e nel 1999 il primo premio al Festival del Teatro Spontaneo di Arezzo.
Dal 1980 partecipa come autore ed attore a numerosi varietà e sceneggiati radiofonici lavorando con Diego Cugia e attori come Francesco Pannofino, Gastone Moschin, Gianni Agus, Giorgio Bracardi, Paolo Ferrari e numerosi altri.
È coautore della commedia radiofonica “E chi porta le cicogne?” scritta con Andrea G. Pinketts e coautore con Diego Cugia della prima serie di Jack Folla prodotta da Radio Due.
Dal 2006 si occupa di tematiche risorgimentali, in particolare incentrate sulla figura dello scrittore garibaldino Ippolito Nievo
Dal 2008  al 2011 è docente di teoria e tecnica del teatro presso l'Università pontificia di Roma. Nel cinema ha lavorato con Sergio
Rubini ed i F.lli Taviani.
Nel 2013  vince il  Primo Premio Festival Internazionale musica Barocca Handel – Gottingen (RFT) per testi e recitazione con il  Gruppo Musica barocca “Cafebaum” di Basilea (CH).
nel 2021 per Mediasetplay /Focus è protagonista con il giornalista e scrittore Toni Capuozzo del docufilm in due puntate "Il sogno di una cosa" dedicato ai 100 anni di fondazione del PCI